# Янгз, Бен
Бен Янгз (англ. Ben Youngs; род. 24 сентября 1991 года в Олшеме, Норфолк, Англия) — английский профессиональный игрок в регби, в настоящее время играющий за клуб «Лестер» (Авива Премьершип). Его отец — Ник Янгз играл в регби в Англии. Предпочтительная позиция — полузащитник схватки.

## Достижения
«Британские и ирландские львы»:
- Тест-серия : 2013[англ.]

Национальная сборная:
- Чемпионаты мира : 2019

«Лестер»:
- Чемпионат Англии по регби : 2007, 2009, 2010, 2013, 2022.
- Европейский кубок вызова : 2020